# Saber Marionette J Again
Saber Marionette J Again (セイバーマリオネットJ to X?, Mata Mata Seibā Marionetto Jei) è una serie sei di OAV prodotta nel 1998 dalla Bandai Visual. Si tratta del sequel dell'anime Saber Marionette J ed è il terzo capitolo nel franchise di Saber Marionette.

## Trama
La trama dell'anime si sviluppa subito dopo gli eventi di Saber Marionette J. Nella storia, Faust chiede ad Otaru di ricevere le tre Saber Dolls nel suo appartamento, in modo che egli possa educarle come ha fatto con Lime, Cherry e Bloodberry. Contemporaneamente, a Lorelei viene chiesto di riparare il circuito di Tiger che è andato distrutto. Intanto il pianeta Terra II sta affrontando una gravissima crisi ambientale. La chiave per salvare il pianeta risiede in una nuova marionetta, a cui è stato dato il nome di Marine. Il mistero dietro Marine risiede nel suo triplo circuito, che la fa maturare molto più rapidamente rispetto alle altre marionette e le dona una forza straordinaria.

## Doppiaggio
| Personaggio        | Doppiatore         |
| ------------------ | ------------------ |
| Bloodberry         | Akiko Hiramatsu    |
| Marine             | Maya Okamoto       |
| Lime               | Megumi Hayashibara |
| Otaru Mamiya       | Yuka Imai          |
| Cherry             | Yuri Shiratori     |
| Panther            | Emi Shinohara      |
| Faust              | Hikaru Midorikawa  |
| Mitsurugi Hanagata | Takehito Koyasu    |
| Tiger              | Urara Takano       |
| Luchs              | Yūko Mizutani      |
| Lorelei            | Yuri Amano         |

## Episodi
| Nº | Giapponese 「Kanji」 - Rōmaji                           | Prima edizione   | Prima edizione |
| Nº | Giapponese 「Kanji」 - Rōmaji                           | Giapponese       |                |
| 1  | 「みんな幸せ」 - Minna Shiawase                         | 25 novembre 1997 |                |
| 2  | 「美しきマリンブルー」 - Utsukushii Marineblue          | 18 dicembre 1997 |                |
| 3  | 「ラブコメディーは突然に」 - Love Comedy wa Totsuzen ni | 25 gennaio 1998  |                |
| 4  | 「沈黙の暗殺者」 - Chinmoku no Ansatsusha               | 25 febbraio 1998 |                |
| 5  | 「こころ・めざめの時」 - Kokoro Mezame no Toki          | 25 maggio 1998   |                |
| 6  | 「海へ還る」 - Umi he Kaeru                             | 25 giugno 1998   |                |

## Colonna sonora
Sigle di apertura
- Sakaseruze! Dokyo-Bana cantata da Yuka Imai (ep. 1)
- Hesitation cantata da Megumi Hayashibara (ep. 2-6)

Sigle di chiusura
- Hesitation cantata da Megumi Hayashibara (ep. 1)
- Mamotte Ageru cantata da Akiko Hiramatsu (ep. 2)
- Heart Break Down cantata da Yuri Shiratori (ep. 3)
- Kage Ni Nare cantata da Ai Orikasa (ep. 4)
- Kaze no Uta wo Kikinagara cantata da Urara Takano (ep. 5)
- I'll Be There (Ballad Version) cantata da Megumi Hayashibara (ep. 6)